# مونسنيور جيوفاني باتيستا أغوتشي
مونسنيور جيوفاني باتيستا أغوتشي (بالإنجليزية: Giovanni Battista Agucchi)‏ (و. 1570 – 1632 م) هو عالم فلك، وقس، ودبلوماسي ولد في بولونيا .
توفي عن عمر يناهز 62 عاماً.

## مناصب
تولى منصب أسقف .